# 林志刚
林志刚（1970年—），廣東人，中国男子乒乓球运动员，退役中國國家乒乓球隊主力男子球手，為第三屆世界杯男子團體冠軍得獎成員之一。
林志剛於1998年退役後，移居到法國。

## 家庭
林志剛之妻為邓亚萍，2006年3月7日，於巴黎足月剖腹产下儿子林瀚銘。